# بسکو، باتانز
بسکو، باتانز (به لاتین: Basco, Batanes) یک منطقهٔ مسکونی در فیلیپین است که در باتانس واقع شده‌است.